# Неполоківецький заказник
Неполоківе́цький зака́зник — іхтіологічний заказник місцевого значення в Україні. Розташований у межах Кіцманського району Чернівецької області, біля смт Неполоківці. 
Площа 26,8 га. Статус надано згідно з рішенням 6-ї сесії облради XXIV скликання від 27.12.2002 року № 127-6/02. Перебуває у віданні Неполоковецької селищної ради. 
Статус надано з метою збереження місця нересту і нагулу цінних видів риб (судак, марена, рибець), розташованого в районі впадіння річки Черемош у Прут.